# Campeonato Carioca de Futebol de 1981 - Segunda Divisão
O Campeonato Carioca da Segunda Divisão de 1981 foi uma edição da segunda divisão do campeonato estadual de futebol profissional do Rio de Janeiro. A competição foi organizada pela Federação de Futebol do Estado do Rio de Janeiro (FERJ).
O campeão foi o Bonsucesso e o vice-campeão foi a Portuguesa, ambos promovidos à Primeira Divisão, ocupando as vagas dos rebaixados Serrano e Olaria.

## Participantes
O Campeonato Estadual da Segunda Divisão foi disputado pelas seguintes agremiações:
- Bonsucesso Futebol Clube do Rio de Janeiro
- Friburguense Atlético Clube de Nova Friburgo
- Goytacaz Futebol Clube de Campos
- Associação Desportiva Niterói de Niterói
- Associação Atlética Portuguesa do Rio de Janeiro
- São Cristóvão de Futebol e Regatas do Rio de Janeiro